# 제빵왕 김탁구
《제빵왕 김탁구》는 2010년 6월 9일부터 2010년 9월 16일까지 방영된 KBS 2TV 수목 드라마이다.
본 드라마는 1960년대부터 1980년대 후반까지 경제 개발기를 배경으로 주인공 김탁구가 온갖 역경을 딛고 최고의 제빵인으로 성공하는 모습을 다루었다. 성인 분량의 배경은 1987년부터 1989년까지이며 아역 분량의 배경은 주인공들의 나이가 12세인 1976년이다.
한편, 6회부터 시청률 30%를 돌파하였으며, 17회에는 40%(AGB 전국 시청률 기준)를 넘겼다. 마지막 회는 50%의 압도적인 시청률을 기록하였다(TNmS 전국 시청률 기준).
또한, 역대 KBS 미니시리즈 시청률 1위, 역대 KBS HD 드라마 시청률 1위 기록을 가지고 있다.

## 줄거리
1964년, 대가족의 주인 서인숙은 딸만 둘을 낳았다는 이유로 시어머니 홍 여사로부터 경멸을 받았다. 애틋한 정략 결혼으로 결혼한 구일중과 서인숙은 각자 불륜을 저질러 두 아들 김탁구와 구마준을 낳을 수 있었다. 어머니 김미순과 단둘이 자란 탁구는 12살에 대가족에 들어가 아버지를 만나지만 상처만 남기고 어머니와 실종된 어머니를 데려간 바람잡이 조진구를 찾기 위해 전국을 여행한다. 운명처럼 탁구는 아버지의 스승인 팔봉의 부하가 되어 이복동생 마준과 운동부 대학생이 된 첫사랑 유경과 재회한다.
| 연도   |                                                                                     |
| ------ | ----------------------------------------------------------------------------------- |
| 1957년 | 26세 구일중, 거성식품 창립                                                          |
| 1961년 | 구자경 출생                                                                         |
| 1964년 | 구자림 출생                                                                         |
| 1965년 | 김탁구-구마준-신유경-양미순 출생                                                    |
| 1976년 | 12세 김탁구, 거성가 입성                                                            |
| 1987년 | 거성식품 창립 30주년 김탁구-구마준, 팔봉 제빵점 입성 23세 김탁구-구마준-신유경 재회 |
| 1989년 | 25세 김탁구-구마준 경합 시작                                                        |

## 등장인물

### 거성가 사람들
거성가는 서울 종로구 삼청동에 있는 것으로 등장하지만, 실제 장소는 충청북도 청원군(現 청주시)에 위치한 청남대이다.
| “ | 탁구를 치는 그 탁구가 아니라 높을 탁과 구할 구자를 써서 탁구라고 하여 가상의 성씨인 김씨라는 성씨다 | ” |

구일중의 장자이자 김미순의 아들. 유경의 첫사랑이며, 거성가 장남. 제빵의 명인 팔봉 선생에게 가르침을 받고 수제자가 된다. '착한 사람이 이긴다'는 생모 김미순의 말을 신조로 삼고 산다. 촌스럽다. 성격 단순하다. 솔직함과 정직함으로 사람을 감동 시키는 선한 매력이 있는 녀석. 한번이라도 그의 진심을 맛본 사람은 그의 편이 될 수 밖에 없다. 그렇게 마음으로 사람을 얻는 힘, 그것이 바로 김탁구가 가지고 태어난 운명 같은 힘이다. 어린 시절 우여곡절 끝에 거성가의 장남으로 구일중 회장의 집에 입성하지만 서인숙과 한승재의 음모로 인해 쫓겨나고, 밑바닥에서 부터 온갖 역경과 시련을 이겨내면서, 제빵에 타고난 천부적인 후각과 선한 마음을 바탕으로 명실상부한 제빵인으로 거듭난다.
서인숙-한승재의 아들. 12세 때, 자신의 비밀을 알게 되면서 불안한 나날을 보낸다. 의붓아버지 구일중에게 인정받기 위해 노력한다. 탁구를 미워한다. 우월 의식이 대단하다. 까칠하고 까탈스러우며 자기 자신이 제일 잘났다고 생각한다. 갖고 싶은 게 생기면 수단과 방법을 가리지 않고 쟁취해낸다. 구일중을 빼닮은 탁구에게 참을 수 없는 피해 의식을 품게 되면서 빵을 배우기로 결심, 탁구와 경쟁하지만 한계에 부딪힌다. 방송 후반 유경과 결혼했으나 유경에 대한 오해로 상처를 입어 외도를 한다. 이에 유경과의 관계도 틀어지지만 결국 자신의 잘못을 뉘우치고 유경에게 사죄하고 탁구와도 화해한다.
탁구의 첫사랑. 탁구가 어머니를 찾기 위해 떠돌고, 유경이 보육원에 들어가면서 헤어졌다가 10 여 년 후 재회한다. 어린 시절 극도의 가난과 아버지의 폭력에 시달린 후, 대학생이 되어 부조리한 세상을 바꾸기 위해 학생 운동에 투신한다. 꿈 많고 열정 가득한 학생 운동가였으나 서인숙과 자림, 마준 등 상류 사회에 속한 사람들에게 상처 받고 좌절한다. 탁구와 마준, 두 사람의 사랑을 받는다. 탁구에게 '제빵왕 김탁구'가 새겨진 모자를 선물한다. 방송 말미에는 마준과 결혼하며 거성가 둘째 며느리가 된다. 신유경의 어머니는 술주정뱅이 남편과 결혼 이혼을 했고 어린 딸 유경이를 집에 놔둔채로 연락 두절이 되버린다.
팔봉선생의 외손녀로 절대 미각과 절대 손 감각을 물려받아 다섯 살 때부터 빵을 만들어온 빵 신동! 지금은 시골 변두리 제빵집에서 일하지만 화려한 파리 블랑제를 꿈꾸며 양미순표 생크림 케익 개발에 열을 올리는 중이다. 제빵에있어서 만큼은 자부심 강하고 자신감 넘치는 그녀 앞에 김탁구가 나타나면서 빵을 만드는 설레임을 알게 된다. 그것이 탁구에 대한 사랑의 시작이라는 것을 깨닫지 못하는데... 탁구에게 옥떨메(옥상에서 떨어진 메주)란 소리를 들으며 후일 거성가 맏 며느리가 된다.
가난으로 친한 친구를 잃고 1957년 양산 제과 회사인 거성식품을 창립한다. 신념이 강하고 부지런하다. 보수적이고 엄격하다. 열심히 일하고 최선을 다한만큼 결과를 얻는다고 생각한다. 규벌을 강화하기 위해 서인숙과 사랑없는 결혼을 했고 그 사이에서 자신의 대를 이을 아들을 얻지 못하던 중 김미순에게 마음을 주게 되면서 그녀에게서 탁구를 얻게 된다. 하지만 서인숙과 한승재의 견제와 모략에 의해 결국 김미순과 탁구를 영영 잃게 되고 마는데...
- 전인화: 서인숙 역 - 거성식품 안주인. 1935년 출생. 구일중의 이혼한 전아내. 탁구의 적대 세력

아들 마준에게 거성식품을 물려주기 위해 사력을 다한다. 겉으로는 기품 있고 세련된 부잣집 사모님. 허나 안으로는 계략과 모사에 능하며, 뒷거래에 능숙한 여인이다. 탁구와 팔봉제빵점에 끊임없는 시련을 안겨주면서 마준의 막강 파워 배후 세력으로 자리매김하는 인물. 정략 결혼한 구일중을 진심으로 사랑하지만 끝끝내 채우지 못한 사랑으로 인해 외로워한다. 상류 사회에 속한 여자의 비참한 단면을 보여준다.
- 정성모: 한승재 역 - 거성식품 비서실장. 1932년 출생

구일중과 어렸을 때부터 한 집 살이를 한 집안의 가신. 젊은 시절 사랑했던 서인숙이 구일중과 결혼하면서 상처를 입지만 친구와 사랑하는 여인을 위해 모든 걸 감수해왔다. 그러나 서인숙과 마준을 지키고자 했던 그가 어느새 야심을 품게 되고, 두 사람의 인생에 점점 더 깊게 개입하면서 자신의 영향력을 키워가는데.. 마준의 친부이나 마준으로부터 인정받지 못한다. 서인숙과 마준을 위해서라면 뭐든지 할 수 있다. 서인숙을 위해 탁구와 미순 모자를 끈질기게 괴롭혔지만 친 아들 마준으로 인해 감옥에 간 후 개과천선 한다. 출소 후 홍여사와 탁구와 미순을 살해하려고 살인미수 혐의로 경찰한테 체포했고 징역 14년을 선고 받았다.
- 전미선: 김미순 역 - 거성가 보모, 간호사, 탁구의 모친

어렸을 적 갑작스러운 사고로 부모님을 잃고 부모님과 친분이 있던 홍여사의 선처로 거성가에 들어왔다. 구일중과 하룻밤의 인연을 맺으면서 탁구를 갖게 되지만 서인숙과 한승재의 음모로 거성가에서 쫓겨나는데... 탁구를 위해서 라면 무슨 일이든 할 수 있다. 하나 뿐인 아들에게 ‘이 세상은 착한 사람이 이기게 돼 있다’는 인생의 좌우명을 심어주는 따뜻하고 강한 어머니.
- 최자혜: 구자경 역(아역 하승리) - 거성식품 홍보실장

거성가의 장녀이자 구일중-서인숙의 큰딸. 탁구의 이복 누나이며, 마준의 이부 누나. 1961년 6월 출생. 16세, 27세, 29세. 책임감 강하고, 부지런하고 당당한 커리어우먼. 가족에 대한 애착이 남다르기에 탁구를 쉽게 인정하지 못한다.
- 최윤영: 구자림 역(아역 김소현) - 대학생(가정교육과 84학번)

거성가의 차녀이자 구일중-서인숙의 작은딸. 탁구의 이복 누나이며, 마준의 이부 누나. 1964년 출생. 14세, 25세, 27세. 유경과 대학 동기이자 동아리 친구. 호기심에 학생 운동 동아리에 가입했다 고초를 겪는다. 사치스럽지만 솔직하고 티 없이 맑은 아가씨.
- 정혜선: 홍 여사 역 - 거성식품 안주인. 구일중의 모친

완고하고 꼬장꼬장하며 엄격하다. 가부장적 사고 방식과 남아선호사상으로 똘똘 뭉친 전형적 시어머니. 며느리가 대를 잇지 못해 노심초사하던 중, 거성가의 보모 김미순에게 마음을 둔 사실을 눈감아주며 그녀에게서라도 대를 얻고자 한다. 그래서 결국 탁구를 얻었지만, 그 일로 인해 그녀가 그토록 지키고 싶어했던 구씨 집안에 일대 풍파가 시작될 거라고는 전혀 생각지 못하는데...
- 전성애: 공주댁 역 - 거성가 가사 관리인, 김미순의 조력자

### 팔봉 제빵점 사람들
팔봉 제빵점은 인천광역시 남구 용현동에 있는 것으로 나오지만, 실제로는 충청북도 청주시 상당구에 세트장이 위치하고 있다.
- 장항선: 팔봉선생(오두용) 역 - 제빵사. 1918년 출생

제빵계의 살아있는 전설. 구일중의 옛 스승이자 탁구의 스승. 겉보기엔 철없는 동네 할배로 보이지만 실은 제빵계의 살아있는 전설이자 개성상인의 마지막 후예. 사려깊은 마음과 사람에 대한 통찰력이 남다르다. 죽음의 문턱까지 버려진 탁구를 거두어 빵을 통해 인생의 철학과 휴머니티를 가르치면서 성장시킨다. 죽음의 문턱에서 김탁구를 구해준 장본인이 팔봉 선생이라 부르는 오두용은 탁구를 구해주면서 12년후 재회했던 성인이 된 탁구를 알아보게 되면서 경합 1차 시작을 하게 됨으로써 탁구가 빵을 만드는데 성공된 빵을 팔게 된다.
- 박상면: 양인목 역 - 제빵사

팔봉 선생의 사위이자 팔봉 제빵점의 총대장. 반죽의 달인. 구일중의 옛 동료. 보수적이고 장유유서를 중시하는 7, 80년대 전형적인 가장이다. 체면과 입장을 중시하고, 융통성도 없는데다 철인기질을 갖고 있는 그, 힘이라면 항우장사 부럽지 않다. 팔봉제빵집에 들어온 탁구를 잡아먹을 듯 부려먹고 거친 훈련으로 몰아넣는 한편, 탁구에게 실질적으로 빵을 가르치는 제빵실 대장. 탁구를 끝까지 퉁명스럽게 대하지만 속으로는 탁구의 긍정적인 힘과 진정성을 인정해준다.
- 박성웅: 조진구 역 - 제빵사

일명 바람개비. 굽기의 달인. 전과 3범의 칼잡이. 아픈 여동생이 있다. 과묵하고 신중하다. 탁구를 뒤에서 물심양면 도와줌으로서 탁구와 탁구모 미순에게 진 빚을 갚는다.
- 황미선: 오영자 역 - 팔봉 제빵점 안주인

팔봉 선생의 딸. 미순의 모친. 팔봉제빵점 총괄 매니저(계산의 달인). 배움도 짧고, 글도 짧지만 삶의 지혜가 깊은 7,80년대 전형적인 엄마. 남편 양인목과는 달리 미순이가 원하는 일을 할 수 있도록 뒤에서 조용히 응원해주고 지지해준다. 탁구를 아주아주 귀여워한다. 미순이가 탁구를 좋아하게 된 사실을 가장 먼저 눈치챈 뒤로 말없이 두 사람이 잘되기를 은근히 바라며 밀어준다.
- 이한위: 허갑수 역 - 제빵사

구식케익 성형의 달인. 어느 날 불쑥 팔봉제빵집에 굴러들어온 탁구로 인해 후계자 자리에 위기의식을 느끼면서 사사건건 탁구의 행적에 파토를 내며 위기를 일으킨다. 친절한척 하지만 상당히 뒤끝있는 성격으로 요주의 인물.
- 박용진: 고재복 역 - 제빵사

허갑수의 꼬봉노릇을 하고 있는 팔봉집 막내. 허갑수와 2인조로 탁구를 괴롭히다가 점점 탁구의 인간성에 반해 허갑수로부터 독립을 선언! 새로운 인생에 눈을 뜨게 된다. (미순이를 짝사랑한다)

### 그 외 인물
- 김정학: 닥터 윤(윤승현) 역 - 의사, 거성가 주치의. 보건소에서 김미순과 인연을 맺은 후 조력자가 된다.
- 주은: 여은진 역 - 거성식품 비서, 유경의 입사 선배
- 전해룡
- 김선화
- 고진명
- 김광인: 의사 역
- 최윤준: 우체국 직원 역
- 김동현
- 이한갈
- 송승용
- 이석구: 최이사 역
- 이건: 차준현 역 - 거성식품 비서, 탁구의 비서
- 안수민: 미스 장 역 - 김미순의 비서
- 권용운: 유경의 아버지 역 - 술주정뱅이에 난봉꾼. 어린 딸 유경을 폭행해 격리됐다가 유경이 성인이 된 후 재회한다.
- 유채목: 유경의 어머니 역 - 술주정뱅이 남편의 폭력으로 인해 집을 나간 뒤 연락두절
- 이종구: 제빵기술협회 고문 역
- 김지남 : 구마준과 키스한 여자 역

### 특별출연
- 최일화: 박춘배 역 - 제빵사. 1921년 출생. 천부적 후각의 소유자
- 송귀현: 김탁구의 아빠 역
- 김정하: 김탁구의 엄마 역

## 시청률
최저 시청률과 최고 시청률은 시청률 조사회사와 지역별로 시청률에 차이가 있을 수 있습니다.
| 2010년      | 2010년      | 2010년         | 2010년       | 2010년         | 2010년       |
| 회차        | 방송일      | TNmS 시청률    | TNmS 시청률  | AGB 시청률     | AGB 시청률   |
| 회차        | 방송일      | 대한민국(전국) | 서울(수도권) | 대한민국(전국) | 서울(수도권) |
| ----------- | ----------- | -------------- | ------------ | -------------- | ------------ |
| 제1회       | 6월 9일     | 15.7%          | 16.3%        | 14.2%          | 13.8%        |
| 제2회       | 6월 10일    | 16.9%          | 18.4%        | 14.4%          | 14.5%        |
| 제3회       | 6월 16일    | 28.5%          | 29.1%        | 26.4%          | 28.3%        |
| 제4회       | 6월 17일    | 25.3%          | 26.4%        | 24.2%          | 26.3%        |
| 제5회       | 6월 23일    | 28.5%          | 28.6%        | 27.1%          | 28.4%        |
| 제6회       | 6월 24일    | 32.2%          | 32.5%        | 31.1%          | 31.8%        |
| 제7회       | 6월 30일    | 33.4%          | 33.6%        | 31.0%          | 32.2%        |
| 제8회       | 7월 1일     | 35.8%          | 35.9%        | 31.6%          | 30.8%        |
| 제9회       | 7월 7일     | 38.1%          | 38.6%        | 33.4%          | 34.7%        |
| 제10회      | 7월 8일     | 34.5%          | 34.9%        | 33.0%          | 33.8%        |
| 제11회      | 7월 14일    | 35.9%          | 35.2%        | 34.1%          | 34.0%        |
| 제12회      | 7월 15일    | 36.9%          | 36.1%        | 35.3%          | 35.2%        |
| 제13회      | 7월 21일    | 38.5%          | 37.7%        | 37.3%          | 37.0%        |
| 제14회      | 7월 22일    | 38.4%          | 36.5%        | 37.9%          | 38.2%        |
| 제15회      | 7월 28일    | 39.7%          | 39.2%        | 36.6%          | 35.7%        |
| 제16회      | 7월 29일    | 39.9%          | 38.6%        | 37.9%          | 38.1%        |
| 제17회      | 8월 4일     | 42.5%          | 42.3%        | 39.5%          | 39.8%        |
| 제18회      | 8월 5일     | 44.4%          | 44.0%        | 40.5%          | 40.2%        |
| 제19회      | 8월 11일    | 44.9%          | 44.0%        | 42.3%          | 42.4%        |
| 제20회      | 8월 12일    | 44.6%          | 43.8%        | 42.6%          | 43.9%        |
| 제21회      | 8월 18일    | 44.0%          | 42.6%        | 41.9%          | 42.4%        |
| 제22회      | 8월 19일    | 43.7%          | 42.9%        | 42.3%          | 41.9%        |
| 제23회      | 8월 25일    | 44.1%          | 44.1%        | 43.6%          | 44.6%        |
| 제24회      | 8월 26일    | 44.7%          | 44.2%        | 41.9%          | 41.9%        |
| 제25회      | 9월 1일     | 45.8%          | 44.9%        | 44.0%          | 44.4%        |
| 제26회      | 9월 2일     | 48.4%          | 47.2%        | 45.0%          | 46.1%        |
| 제27회      | 9월 8일     | 47.5%          | 47.0%        | 43.3%          | 43.2%        |
| 제28회      | 9월 9일     | 48.2%          | 46.4%        | 44.7%          | 44.5%        |
| 제29회      | 9월 15일    | 46.5%          | 45.5%        | 45.3%          | 44.2%        |
| 제30회      | 9월 16일    | 50.8%          | 49.7%        | 49.3%          | 48.3%        |
| 평균 시청률 | 평균 시청률 | 38.61%         | 38.21%       | 36.39%         | 36.69%       |

## OST

### Part.1
| #  | 제목                    | 작사 | 작곡   | 가수  | 재생 시간 |
| -- | ----------------------- | ---- | ------ | ----- | --------- |
| 1. | 〈하루의 끝에〉         | 미끼 | 김희원 | V.O.S | 4:08      |
| 2. | 〈하루의 끝에 (Inst.)〉 |      | 김희원 |       | 4:08      |

### Part.2
| #  | 제목                      | 작사   | 작곡   | 가수                   | 재생 시간 |
| -- | ------------------------- | ------ | ------ | ---------------------- | --------- |
| 1. | 〈죽도록 사랑해〉         | 김혜선 | 홍진영 | KCM (Feat. 소울다이브) | 3:25      |
| 2. | 〈죽도록 사랑해 (Inst.)〉 |        | 홍진영 |                        | 3:25      |

### Part.3
| #  | 제목                | 작사         | 작곡   | 가수   | 재생 시간 |
| -- | ------------------- | ------------ | ------ | ------ | --------- |
| 1. | 〈그 사람〉         | 김상익, NO.1 | 홍진영 | 이승철 | 3:56      |
| 2. | 〈그 사람 (Inst.)〉 |              | 홍진영 |        | 3:56      |

### Part.4
| #  | 제목           | 작사   | 작곡           | 가수 | 재생 시간 |
| -- | -------------- | ------ | -------------- | ---- | --------- |
| 1. | 〈단 한 사람〉 | 김선미 | 차길완, 이상준 | 바다 | 4:13      |

### Part.5
| #  | 제목                              | 가수 | 재생 시간 |
| -- | --------------------------------- | ---- | --------- |
| 1. | 〈희망은 잠들지 않는 꿈〉         | 규현 | 4:45      |
| 2. | 〈희망은 잠들지 않는 꿈 (Inst.)〉 |      | 4:45      |

### Part.6
| #  | 제목                          | 가수     | 재생 시간 |
| -- | ----------------------------- | -------- | --------- |
| 1. | 〈나를 위해〉                 | 미쉘유진 | 2:54      |
| 2. | 〈나를 위해 (Acoustic Ver.)〉 | 미쉘유진 | 2:54      |
| 3. | 〈나를 위해 (Inst.)〉         | 미쉘유진 | 2:54      |

### Part.7
| #  | 제목                  | 작사 | 작곡 | 가수   | 재생 시간 |
| -- | --------------------- | ---- | ---- | ------ | --------- |
| 1. | 〈너 하나만〉         | 성환 | 성환 | 윤시윤 | 2:35      |
| 2. | 〈사랑이야〉          | 성환 | 성환 | 이영아 | 4:10      |
| 3. | 〈내사랑〉            | 성환 | 성환 | 주원   | 3:51      |
| 4. | 〈너 하나만 (Inst.)〉 |      | 성환 |        | 2:35      |
| 5. | 〈사랑이야 (Inst.)〉  |      | 성환 |        | 4:10      |
| 6. | 〈내사랑〉            |      | 성환 |        | 3:51      |

### Part.8
| #  | 제목                 | 가수   | 재생 시간 |
| -- | -------------------- | ------ | --------- |
| 1. | 〈지금 만나러 간다〉 | 코드 V | 3:07      |

## 수상 경력
- 연기상
  - 2010년 KBS 연기대상 여자 최우수연기상 전인화
  - 2010년 KBS 연기대상 장편드라마부문 남자 우수연기상 윤시윤
  - 2010년 KBS 연기대상 장편드라마부문 여자 우수연기상 유진
  - 2010년 KBS 연기대상 청소년 연기상 오재무
  - 2010년 코리아드라마페스티벌 신인 연기상 윤시윤
  - 2011년 아시아모델상시상식 뉴 스타상 주원
- 작품상
  - 2010 대한민국 콘텐츠 어워드 대통령 표창
- 작가상
  - 2010 대한민국 콘텐츠 어워드 국무총리상
  - 제23회 2010 한국방송작가상
  - 2010년 KBS 연기대상 작가상 강은경
  - 2010 코리아드라마페스티벌(KDF) 작가상
- 연출상
  - 2010년 코리아드라마어워즈 미니시리즈 부문 연출상 김규태
  - 2011년 제47회 백상예술대상 연출상

## 해외에서의 방송
- KBS의 국제방송 채널인 KBS 월드에서 방영된 적이 있다.
- 일본에서는 후지TV를 비롯하여 간사이 TV(이하 KTV - 긴키 광역권), 도카이 TV(이하 THK - 주쿄 광역권), TV 니시닛폰(이하 TNC) 등 26개 FNN 지역 민방 네트워크를 통해서 전국적으로 일제히 송출하였다.
- 필리핀의 GMA NETWORK과 인도네시아에서 방영되었으며, 특히 필리핀의 Kapatid TV5에서는 필리핀 식으로 리메이크해 Baker King이라는 이름으로 방송한 적이 있다.
- 중국에서는 안후이 위성 텔레비전을 통해 한국에서 종영한지 2년만에 다시 방송되었다.

## 참고 사항
- 본 작품은 당초 KBS 드라마본부의 한준서, 이정섭 공동 연출로 기획되었지만[4] 한준서 PD는 제작사 등과 의견이 일치하지 않다는 이유로 시작 전에 하차하였다.[5]
- KBS 드라마본부는 해당 작품에 앞서 《전우》를 편성할 예정이었지만 같은 소재(전쟁)의 MBC 《로드 넘버원》이 수목 미니시리즈로 편성되자[6] 《거상 김만덕》 후속 1TV 주말 특별기획 드라마로 편성을 수정하였다.
- 시트콤 《지붕뚫고 하이킥!》에서 스타 반열에 오른 윤시윤[7]의 드라마 데뷔작으로서 그의 역할인 김탁구의 연적에 해당하는 구마준 역에 드라마 경험이 없는 뮤지컬 배우 주원[8]이 캐스팅 되어 화제를 모았다.
- 이정섭 PD는 드라마 경험이 없는 신인의 캐스팅을 반대하였으나, 강은경 작가의 고집으로 캐스팅을 할 수 밖에 없었다. 촬영을 마치면서는 "주원은 자신에게 로또 같은 배우"라고 칭찬하였다.[9]
- 공중파 재방송 시간은 매주 토요일 오후 3시 10분~5시 15분, 매주 수요일 오전 11시 50분~오후 2시(2회 연속 방송)이다. 유료 방송 채널(KBS 드라마와 iHQ DRAMA)에서도 재방송되었다. 또한, 2011년 5월 24일부터 2011년 7월 13일까지 월요일~목요일 오후 1시에 KBS 1TV에서 《KBS 걸작선》으로 재방영되었다.
- 드라마의 이야기 인물 등은 실제가 아닌 작가에 의해서 허구적으로 창작된 픽션 드라마임을 밝힌 바 있다.[10]
- 시청 등급은 15세 이상 시청가이나, 불륜 장면이 묘사된 4화 방송분에 한해 청소년 보호법상, 19세 이상 시청가로 방송되었다.[11]
- SPC그룹에서 제빵 기술 레세피를 자문하고, 김탁구빵을 출시 하였다. SPC그룹은 이 드라마의 제빵 대역을 지원하고 제빵 기술·레시피 자문에 응하는 등의 제작 지원과 협찬을 하였다.[12] 청주 맥아당의 나병일 대표가 제빵기술자문과 주요 배역인 팔봉선생, 김탁구, 구일중 회장의 손 대역을 맡았다.[13]
- 드라마가 인기를 얻자, SPC그룹의 파리바게뜨는 주인공 김탁구가 만든 ‘세상에서 가장 배부른 빵’과 드라마에 등장하는 ‘봉빵’을 재현해 ‘배부른 보리밥빵’과 ‘주종봉단팥빵’을, 삼립식품은 ‘제빵왕 김탁구 단팥크림빵’, ‘제빵왕 김탁구 소보루빵’ 등 7종의 신제품을 만들어 슈퍼와 편의점 등에서 판매한 바 있다.[14]
- 1987년을 배경으로 한 탁구(윤시윤)과 유경(유진)이 재회하는 신에서 지하철이 너무 현대적(철도공사 소속의 보증금 환급기가 있는 것)이라는 지적이 있었으며, 1989년을 배경으로 한 19화 방송분에서 탁구와 유경이 함께 스티커 사진을 찍는 신이 방영되었으나 국내 스티커 사진이 도입된 시기가 1990년대 중반이라는 점 때문에 '옥의 티'라는 지적이 있었다.
- 고재복 역의 박용진은 도로교통법 위반 및 공무집행방해 혐의로 불구속 입건, 결국 하차하였다.[15]

## 동시간대 드라마
- MBC 수목 미니시리즈

《나는 별 일 없이 산다》 (2010년 5월 26일~2010년 6월 9일)
《런닝, 구》 (2010년 6월 10일~2010년 6월 17일)
《로드 넘버원》 (2010년 6월 23일~2010년 8월 26일)
《장난스런 키스》 (2010년 9월 1일~2010년 10월 21일)
- SBS 수목 미니시리즈

《나쁜 남자》 (2010년 5월 26일~2010년 8월 5일)
《내 여자친구는 구미호》 (2010년 8월 11일~2010년 9월 30일)

## 리메이크
베트남에서는 2019년에 Mega GS Communication and Entertainment Limited 책임 회사에서 배포한 "Vua Bánh Mì"라는 제목이 붙는다.

## 같이 보기
- 국희
- 내 이름은 김삼순
- 보리밥빵
- 꿈빛 파티시엘